# Germaine Greer
Germaine Greer (født 29. januar 1939) er en australsk akademiker og forfatter, der anses for at være en af de mest indflydelsesrige feministiske stemmer i moderne tid.
Greer har for nylig trukket sig tilbage fra en stilling som professor i engelsk litteratur ved University of Warwick i Storbritannien. Hun har skrevet flere berømte bøger, bl.a. Den kvindelige eunuk (1970).